# Raipur
Raipur este un oraș în India.